# Brian Kelley
Brian Kelley est un scénariste et producteur de télévision américain. Il est principalement connu pour son travail sur les séries télévisées Les Simpson, NewsRadio et Saturday Night Live.

## Filmographie

### Scénariste

#### PourLes Simpson
| Année | Titre                                                          | Titre original                                                 | Saison | Épisode | Réalisateur         |
| ----- | -------------------------------------------------------------- | -------------------------------------------------------------- | ------ | ------- | ------------------- |
| 2002  | Simpson Horror Show XIII - L'Effroi d'avoir à verser une larme | Treehouse of Horror XIII - The Fright to Creep and Scare Harms | 14     | 1       | David Silverman     |
| 2003  | Le Péché de Ned                                                | A Star Is Born Again                                           | 14     | 13      | Michael Marcantel   |
| 2004  | En Marge de l'histoire                                         | Margical History Tour                                          | 15     | 11      | Mike B. Anderson    |
| 2009  | Lisa la reine du drame                                         | Lisa the Drama Queen                                           | 20     | 9       | Matthew Nastuk      |
| 2010  | Élémentaire, mon cher Simpson                                  | Postcards from the Wedge                                       | 21     | 14      | Mark Kirkland       |
| 2011  | Faux Amis                                                      | Moms I'd Like to Forget                                        | 22     | 10      | Chris Clements      |
| 2012  | Simpson Horror Show XXIII                                      | Treehouse of Horror XXIII                                      | 24     | 2       | Steven Dean Moore   |
| 2013  | Homer entre en prépa                                           | Homer Goes to Prep School                                      | 24     | 9       | Mark Kirkland       |
| 2014  | Vu à la télé                                                   | Specs and the City                                             | 25     | 11      | Lance Kramer        |
| 2014  | Embrique-moi                                                   | Brick Like Me                                                  | 25     | 20      | Matthew Nastuk      |
| 2015  | Le Baby-sitter                                                 | The Princess Guide                                             | 26     | 15      | Timothy Bailey      |
| 2016  | Les Chroniques Marge-iennes                                    | The Marge-ian Chronicles                                       | 27     | 16      | Chris Clements      |
| 2017  | Les Serfson                                                    | The Serfsons                                                   | 29     | 1       | Rob Oliver          |
| 2018  | Lisa a le blues                                                | Lisa Gets the Blues                                            | 29     | 17      | Bob Anderson        |
| 2019  | 101 Réductions                                                 | 101 Mitigations                                                | 30     | 15      | Mark Kirkland       |
| 2019  | Ki Ka Fé Ça                                                    | Woo-Hoo Dunnit?                                                | 30     | 22      | Steven Dean Moore   |
| 2019  | Vivre la pura vida                                             | Livin La Pura Vida                                             | 31     | 7       | Timothy Bailey      |
| 2021  | Objectif fric                                                  | Wad Goals                                                      | 32     | 13      | Michael Polcino     |
| 2022  | Une Marge interminable                                         | The Longest Marge                                              | 33     | 11      | Matthew Nastuk      |
| 2023  | Les Chenilles très affamées                                    | The Very Hungry Caterpillars                                   | 34     | 20      | Gabriel DeFrancesco |
| 2024  | Le Clan de la maman des cavernes                               | Clan of the Cave Mom                                           | 35     | 13      | Rob Oliver          |

#### Autre
- 1993 : Late Night with Conan O'Brien
- 1994-1995 : Saturday Night Live (20 épisodes)
- 1995-1999 : NewsRadio (28 épisodes)
- 1996 : Twisted Puppet Theatre
- 2000 : The Michael Richards Show (1 épisode)
- 2001 : Clerks : Les Employés modèles (1 épisode)
- 2004-2005 : Joey (3 épisodes)

### Producteur
- 1996-1998 : NewsRadio (45 épisodes)
- 2000 : The Michael Richards Show (7 épisodes)
- 2000-2001 : Clerks : Les Employés modèles (6 épisodes)
- 2001-2015 : Les Simpson (206 épisodes)
- 2004-2005 : Joey (22 épisodes)
- 2010 : The Simpsons 20th Anniversary Special – In 3-D! On Ice!
- 2012 : Stand Up to Cander
- 2014 : The Simpsons Take the Bowl